# Tripiloppia dalenii
Tripiloppia dalenii är en kvalsterart som beskrevs av Hammer 1968. Tripiloppia dalenii ingår i släktet Tripiloppia och familjen Oppiidae. Inga underarter finns listade i Catalogue of Life.